# اچ‌ام‌ان‌زداس توپو (۲۰۰۸)
اچ‌ام‌ان‌زداس توپو (۲۰۰۸) (به انگلیسی: HMNZS Taupo (2008)) یک کشتی است که طول آن ۵۵ متر (۱۸۰ فوت ۵ اینچ) می‌باشد. این کشتی در سال ۲۰۰۸ ساخته شد.